# Primera División de Uruguay 1961
Liga Profesional de Primera División 1961 var den 59:e säsongen av Uruguays högstaliga i fotboll, och 30:e säsongen som ligan spelades på professionell nivå. Ligan spelades som ett seriespel där samtliga lag mötte varandra vid två tillfällen. Totalt spelades 90 matcher med 301 gjorda mål. Ligasegraren samt det andraplacerade laget i poängtabellen blev kvalificerade till "Copa de Campeones de América 1962" (Copa Libertadores).
Peñarol vann sin 26:e titel som uruguayanska mästare.

## Deltagande lag
10 lag deltog i mästerskapet, samtliga från Montevideo.

## Resultat
| Nr | Lag                  | S  | V  | O  | F  | GM | IM | MS  | P  |
| -- | -------------------- | -- | -- | -- | -- | -- | -- | --- | -- |
| 1  | Peñarol              | 18 | 13 | 4  | 1  | 51 | 22 | +29 | 30 |
| 2  | Nacional             | 18 | 13 | 1  | 4  | 39 | 16 | +23 | 27 |
| 3  | CA Defensor          | 18 | 9  | 5  | 4  | 35 | 27 | +8  | 23 |
| 4  | Danubio              | 18 | 6  | 5  | 7  | 25 | 31 | −6  | 17 |
| 5  | Cerro                | 18 | 3  | 10 | 5  | 24 | 26 | −2  | 16 |
| 6  | Racing Club          | 18 | 5  | 5  | 8  | 30 | 45 | −15 | 15 |
| 7  | Rampla Juniors       | 18 | 6  | 3  | 9  | 25 | 28 | −3  | 15 |
| 8  | Liverpool            | 18 | 3  | 8  | 7  | 23 | 30 | −7  | 14 |
| 9  | Montevideo Wanderers | 18 | 3  | 6  | 9  | 23 | 35 | −12 | 12 |
| 10 | Fénix                | 18 | 3  | 5  | 10 | 26 | 41 | −15 | 11 |